# Красківське
Краскі́вське — село в Україні, у Ріпкинській селищній громаді Чернігівського району Чернігівської області. Населення становить 322 осіб. До 2020 орган місцевого самоврядування — Красківська сільська рада, якій було підпорядковане село Убіжичі.

## Історія
Колишнє державне та власницьке село. Станом на 1885 рік — 1097 осіб, 213 дворів, діяли православна церква, постоялий будинок, вітряний млин, 3 крупорушки, цегельний завод. Входило до складу Петрушинської волості — історичної адміністративно-територіальної одиниці Городнянського повіту Чернігівської губернії з центром у селі Петруші..
Під час організованого радянською владою Голодомору 1932—1933 років померло щонайменше 9 жителів села.
12 червня 2020 року, відповідно до розпорядження Кабінету Міністрів України № 730-р «Про визначення адміністративних центрів та затвердження територій територіальних громад Чернігівської області», увійшло до складу Ріпкинської селищної громади.
19 липня 2020 року, в результаті адміністративно - територіальної реформи та ліквідації Ріпкинського району, село увійшло до складу Чернігівського району Чернігівської області.

## Населення
Згідно з переписом УРСР 1989 року чисельність наявного населення села становила 468 осіб, з яких 200 чоловіків та 268 жінок.
За переписом населення України 2001 року в селі мешкали 323 особи.

### Мова
Розподіл населення за рідною мовою за даними перепису 2001 року:
| Мова       | Кількість | Відсоток |
| ---------- | --------- | -------- |
| українська | 319       | 99.07%   |
| російська  | 3         | 0.93%    |
| Усього     | 322       | 100%     |